# Placodermi
I Placodermi sono una classe completamente estinta di vertebrati simili ai pesci moderni. I Placodermi sono noti tra il Siluriano superiore ed il Devoniano superiore. Tra i placodermi ci sono animali di grandi dimensioni come Dunkleosteus appartenenti all'ordine degli artrodiri, che erano probabilmente grossi predatori dallo stile di vita simile a quello dei moderni squali.

## Morfologia
I Placodermi sono i primi gnatostomi (animali provvisti di mandibola e mascella) conosciuti. Essi erano dotati di un carapace osseo molto sviluppato nella regione del capo e nella regione toracica. Le due parti (dette rispettivamente scudo cefalico e scudo toracico) erano articolate tra loro permettendo il movimento della parte superiore della testa, probabilmente per favorire l'apertura della bocca. Quest'ultima era dotata di strutture ossee simili (ma non uguali) a denti, dette piastre gnatali.
Il gruppo dei placodermi, probabilmente, è parafiletico: comprende alcuni gruppi via via più evoluti, alcuni dei quali sono i sister taxa di tutti i restanti vertebrati dotati di mascelle, forse originatisi proprio dai placodermi. Alcuni fossili provenienti dal Siluriano della Cina (Entelognathus, Qilinyu) possiedono il tipo di mascelle riscontrabili nei moderni pesci ossei, con un osso dentale, premascella e mascella. Le fauci di altri placodermi, invece, erano costituite da un singolo osso. I placodermi furono inoltre i primi pesci a sviluppare le pinne pelviche (quelle che poi diventeranno le zampe posteriori nei tetrapodi), così come veri e propri denti (anche se la maggior parte dei placodermi erano dotati di piastre gnatali) (Rucklin et al., 2012). Alcuni fossili del Devoniano, inoltre (Incisoscutum, Materpiscis, Austroptyctodus), rappresentano i più antichi esempi di ovoviviparità.

## Diversificazione
I placodermi erano un gruppo molto diversificato: comprendevano grandi forme predatrici dei mari aperti come anche abitanti del fondo marino, oppure rapidi nuotatori di acqua dolce. La forma più primitiva è considerata Stensioella, uno strano "pesce" del Devoniano inferiore, a volte accostato addirittura agli olocefali. Tra le altre forme poco evolute, da ricordare gli ptictodontidi (ad es. Ctenurella e Rhamphodopsis), vagamente simili a chimere, dalla corazza quasi assente. I renanidi (ad es. Gemuendina), invece, assomigliavano a razze, e possedevano un corpo appiattito ideale per una vita sul fondale. Anche i fillolepidi possedevano un corpo schiacciato, ma esso era pesantemente corazzato. Gli antiarchi (ad es. Bothriolepis e Pterichthyodes) comprendono invece attivi nuotatori dalla corazza complessa, dotati di lunghe strutture vagamente simili ad ali.
I più diffusi fra i placodermi erano però gli artrodiri, animali molto specializzati che dominarono i mari e i fiumi del Devoniano in una varietà di forme. Vi erano forme minuscole come Groenlandaspis e forme leggermente più grandi e predatrici, come Coccosteus. Esistevano forme che tendevano agguati sul fondo come Homosteus, oppure forme attive, come Eastmanosteus. I giganti del gruppo erano Dunkleosteus e Gorgonichthys, enormi predoni di mare aperto che raggiungevano la lunghezza di dodici e otto metri. Alcune forme giganti, come Titanichthys e Heterosteus, che potevano superare i sei metri di lunghezza, divennero planctivore.